# IHI F7
L'IHI F7 è un motore turboventola sviluppato da Ishikawajima-Harima Heavy Industries per l'aereo da pattugliamento marittimo Kawasaki P-1, che ha effettuato il suo primo volo nel settembre 2007.

## Sviluppo
Ishikawajima-Harima Heavy Industries iniziò nel 1998 le ricerche e gli studi su un nuovo motore turbofan ad alto rapporto di bypass, proseguendo con questo progetto fino al 2001. Questi studi si unirono quindi al lavoro già svolto per la realizzazione del motore XF5 che verrà utilizzato dall'aereo sperimentale Mitsubishi X-2. Ciò porterà alla realizzazione di un motore che combinava una ventola ad alto rapporto di bypass con il nucleo del motore XF5 a basso rapporto di bypass. Questa creazione fu completata nel 2002, e fu sottoposta nello stesso anno ad accurati test.
A partire dal 2004 fu deciso ufficialmente che l'aereo da pattugliamento marittimo Kawasaki P-1 avrebbe adottato il nuovo turbofan XF7. Anche se il modello definitivo del motore era stato completato e approvato nel 2002, altri prototipi furono costruiti dal 2004 al 2008, con i test effettuati nel periodo dal 2006 al 2010. Ciò fu necessario per aggiungere alcune modifiche e soddisfare le esigenti richieste per il pattugliatore marittimo, come la resistenza alla salsedine e la bassa rumorosità. La produzione in massa fu comunque avviata nel 2010. L'ultima versione del motore, che venne adottata dal P-1, fu chiamata F7-10.

## Caratteristiche tecniche
Il motore IHI F7 ha una spinta massima di 60 kN (6.120 kg), simile a quella dei turbofan impiegati dagli aerei di linea, con un rapporto bypass di 8,2 a 1. Inoltre possiede eccellenti caratteristiche come il basso consumo del carburante, intorno a 0,34 kg/h, e una bassa rumorosità (inferiore a quella dei motori Allison T56 del P-3 Orion).
Il motore è composto da un compressore assiale a 10 stadi (2 stadi a bassa pressione e 8 ad alta), e una turbina a 2 stadi ad alta pressione e 4 a bassa. Per prevenire la corrosione provocata dall'acqua di mare, sono state impiegate per la costruzione leghe resistenti in titanio, nichel e alluminio. Per la riduzione del rumore sono stati installati pannelli fonoassorbenti. Infine, i motori possono adottare gli inversori di spinta da utilizzare durante l'atterraggio.

## Varianti
- XF7 - Il nome usato per indicare i prototipi.
- XF7-1 - Il nome del primo prototipo completato nel 2002.
- F7-10 - Versione adottata dagli aerei di serie Kawasaki P-1.